# Fumihiko Sori
Fumihiko Sori, em japones 曽利 文彦, (Osaka, 17 de maio de 1964) é um diretor de cinema e produtor Japonês. Recebeu uma indicação para o "Melhor Diretor", prêmio da Academia Japonesa de Prêmios por dirigir sua estreia, Ping Pong.

## Filmografia

### Diretor
- 2002 Ping Pong
- 2007 Vexille
- 2008 Ichi
- De 2009 Para
- 2011 Amanhã Joe
- 2012 Dragon Age: Dawn of the Seeker[1]
- 2017 Fullmetal Alchemist

### Produtor
- 2004 Appleseed

### Supervisor de efeitos visuais
- 1998 Andromedia
- 1999 Himitsu
- 2000 Keizoku

### Prêmios
- Prêmios da Academia Japonesa De 2002 de Melhor Diretor
- Mainichi Film Concours 2002 Realização Técnica
- Yokohama Festival De Cinema 2002 Melhor Novo Diretor

## Ligações eternas
- Fumihiko Sori. no IMDb.
- Fumihiko Sori  na enciclopédia do Anime News Network (em inglês)